# Grand Prix FIDE féminin
Navigation
Grand Prix FIDE féminin 2022–2023
Le Grand prix FIDE féminin est une compétition internationale de jeu d'échecs organisée par la Fédération internationale des échecs (FIDE) et composée de quatre à six tournois fermés.

## Résultats du Grand Prix FIDE Féminin
Hou Yifan a remporté les trois Grands Prix auxquels elle a participé. Koneru Humpy a été finaliste de 2009-2011 à 2019-2021, terminant deuxième à chacune des cinq premières séries du Grand Prix.
Les joueuses qualifiées pour le championnat du monde féminin d'échecs sont indiquées sur fond bleu. Les joueuses qualifiées pour le tournoi des candidates sont marquées sur fond vert.
| Years     | Stages | Total prize money | Vainqueur              | Finaliste                               | 3e place         | Réf   |
| --------- | ------ | ----------------- | ---------------------- | --------------------------------------- | ---------------- | ----- |
| 2009–2011 | 6      | €300,000          | Hou Yifan              | Koneru Humpy                            | Nana Dzagnidze   | [ 1 ] |
| 2011–2012 | 6      | €300,000          | Hou Yifan              | Koneru Humpy                            | Anna Muzychuk    | [ 2 ] |
| 2013–2014 | 6      | €450,000          | Hou Yifan              | Koneru Humpy                            | Ju Wenjun        | [ 3 ] |
| 2015–2016 | 5      | €390,000          | Ju Wenjun              | Koneru Humpy                            | Valentina Gunina | [ 4 ] |
| 2019–2021 | 4      | €400,000          | Aleksandra Goryachkina | Koneru Humpy, déclarée première ex æquo | Kateryna Lagno   | ,     |
| 2022–2023 | 4      | €400,000          | Kateryna Lagno         | Aleksandra Goryachkina                  | Zhu Jiner        | [ 7 ] |
| 2024–2025 | 6      | €600,000          |                        |                                         |                  |       |

## Médaillées
Voici la liste des médaillées du Grand Prix féminin et leur nombre de médailles respectif.
| ° | Participante au Grand Prix féminin FIDE 2024–25            |
| ^ | Joueuse de remplacement au Grand Prix féminin FIDE 2024–25 |

| Médaillé                         | Or | Argent | Bronze | Médailles | Événements | Séries | Médaille SR |
| -------------------------------- | -- | ------ | ------ | --------- | ---------- | ------ | ----------- |
| Humpy Koneru (IND)°              | 7  | 3      | 2      | 12        | 21         | 7      | 0,57        |
| Hou Yifan (CHN)                  | 7  | 2      | 1      | 10        | 13         | 4      | 0,77        |
| Ju Wenjun (CHN)                  | 3  | 3      | 2      | 8         | 14         | 5      | 0,57        |
| Aleksandra Goryachkina (RUS)°    | 2  | 2      | 2      | 6         | 7          | 3      | 0,86        |
| Nana Dzagnidze (GEO)°            | 2  | 1      | 3      | 6         | 18         | 6      | 0,33        |
| Alexandra Kosteniuk (SUI)°       | 2  | 1      | 1      | 4         | 17         | 6      | 0,24        |
| Kateryna Lagno (RUS)             | 1  | 1      | 2      | 4         | 11         | 4      | 0,36        |
| Tatiana Kosintseva (RUS)         | 1  | 1      | 1      | 3         | 11         | 3      | 0,27        |
| Bela Khotenashvili (GEO)         | 1  | 1      | 0      | 2         | 8          | 3      | 0,25        |
| Zhao Xue (CHN)                   | 1  | 0      | 3      | 4         | 16         | 5      | 0,25        |
| Zhansaya Abdumalik (KAZ)         | 1  | 0      | 1      | 2         | 4          | 2      | 0,50        |
| Valentina Gunina (RUS)           | 1  | 0      | 1      | 2         | 6          | 2      | 0,33        |
| Harika Dronavalli (IND)°         | 1  | 0      | 1      | 2         | 13         | 4      | 0,15        |
| Dinara Wagner (GER)              | 1  | 0      | 0      | 1         | 3          | 1      | 0,33        |
| Xu Yuhua (CHN)                   | 1  | 0      | 0      | 1         | 4          | 1      | 0,25        |
| Alina Kashlinskaya (POL)^        | 1  | 0      | 0      | 1         | 6          | 3      | 0,17        |
| Anna Muzychuk (UKR)°             | 0  | 5      | 1      | 6         | 16         | 6      | 0,38        |
| Elina Danielian (ARM)            | 0  | 2      | 2      | 4         | 13         | 4      | 0,31        |
| Bibisara Assaubayeva (KAZ)°      | 0  | 2      | 1      | 3         | 5          | 2      | 0,60        |
| Mariya Muzychuk (UKR)°           | 0  | 2      | 0      | 2         | 8          | 4      | 0,25        |
| Nino Batsiashvili (GEO)          | 0  | 1      | 1      | 2         | 4          | 2      | 0,50        |
| Tan Zhongyi (CHN)°               | 0  | 1      | 1      | 2         | 5          | 3      | 0,40        |
| Sarasadat Khademalsharieh (ESP)° | 0  | 1      | 0      | 1         | 4          | 2      | 0,25        |
| Polina Shuvalova (RUS)           | 0  | 1      | 0      | 1         | 3          | 1      | 0,33        |
| Nadezhda Kosintseva (RUS)        | 0  | 1      | 0      | 1         | 4          | 1      | 0,25        |
| Olga Girya (RUS)                 | 0  | 1      | 0      | 1         | 7          | 2      | 0,14        |
| Antoaneta Stefanova (BUL)        | 0  | 1      | 0      | 1         | 18         | 5      | 0,06        |
| Zhu Jiner (CHN)                  | 0  | 0      | 2      | 2         | 3          | 1      | 0,67        |
| Stavroula Tsolakidou (GRE)°      | 0  | 0      | 1      | 1         | 2          | 1      | 0,50        |
| Gunay Mammadzada (AZE)           | 0  | 0      | 1      | 1         | 2          | 1      | 0,50        |
| Ekaterina Kovalevskaya (RUS)     | 0  | 0      | 1      | 1         | 4          | 1      | 0,25        |
| Viktorija Čmilytė (LTU)          | 0  | 0      | 1      | 1         | 6          | 2      | 0,17        |
| Marie Sebag (FRA)                | 0  | 0      | 1      | 1         | 6          | 2      | 0.17        |
| Total                            | 33 | 33     | 33     | 99        | 33         | '7     | 3.00        |

Clé : Médaille SR = médailles gagnées / épreuves